# Menhir von Ballymote
 Der etwa 3,7 m hohe Menhir von Ballymote (offiziell Ballymoat, irisch Baile an Mhóta) steht im Süden des Townland Ballymoat etwa 1,7 km vom Dolmen von Gaulstown auf einem Höhenzug, etwa fünf Kilometer nordwestlich von Tramore und ist der höchste im County Waterford in Irland.
Der mit der Breitseite Nordwest-Südost orientierte Menhir (engl. Standing stone) mit der tiefliegenden Nase und dem verjüngten Profil ähnelt dem „Long Meg“ in Cumbria und den Statuen der Osterinsel wohl nur zufällig.
Der Ballymote-Stein kann aus einem nahen Felsareal im Norden abgebaut worden sein. Etwa 90 Meter südwestlich liegt ein etwa drei Meter hoher bewachsener Tumulus  von 17 bzw. 18 Metern Seitenlänge, der möglicherweise mit dem Menhir in Beziehung steht.